# 櫻桃味可口可樂

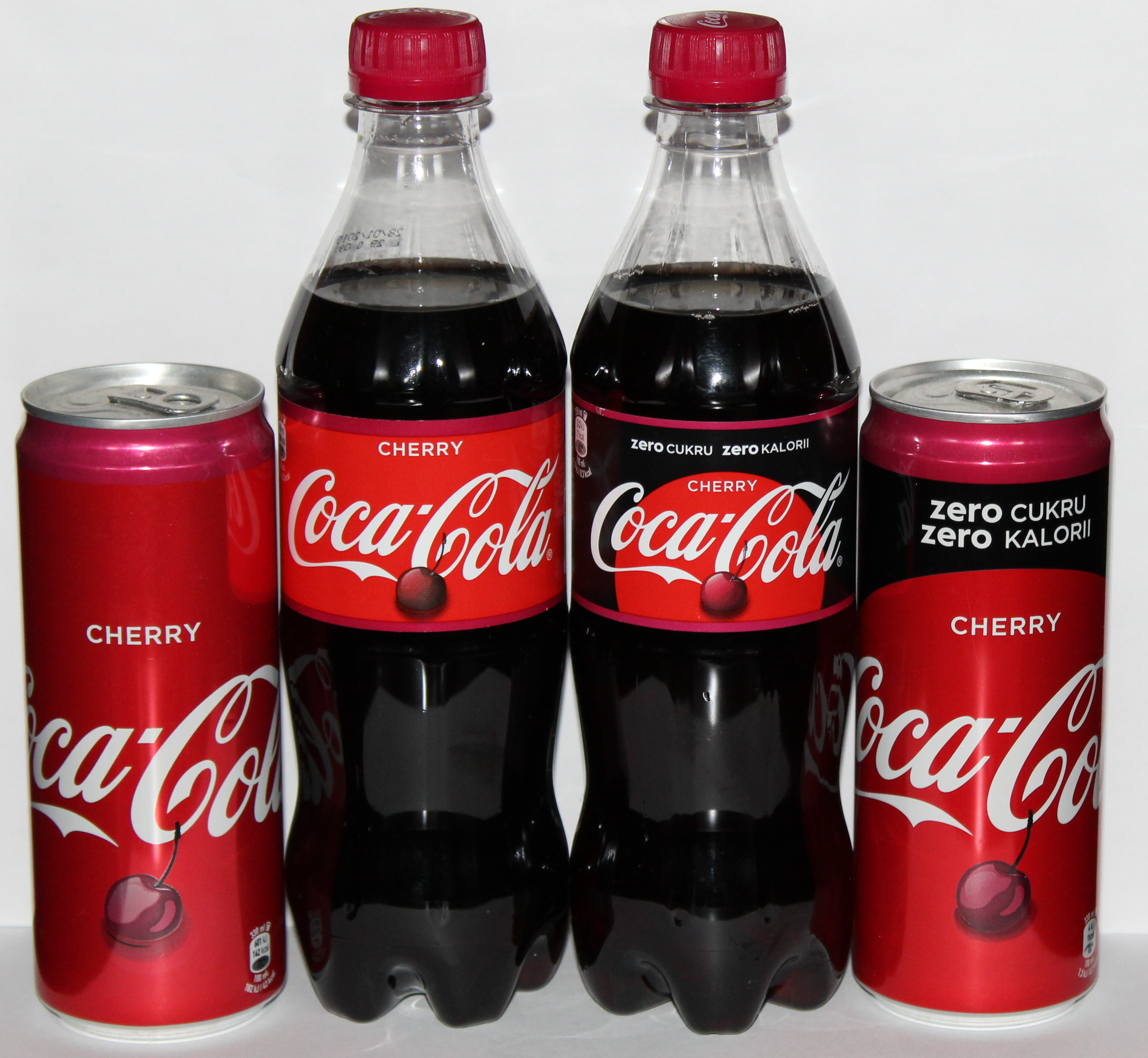

櫻桃味可口可樂（Coca-Cola Cherry，Cherry Coke）是櫻桃口味的可口可樂，由可口可樂公司生產，在美國及部分其他國家生產銷售。櫻桃味可口可樂首次出現是在1982年世界博覽會，並在1985年夏季開始大規模銷售。櫻桃味可口可樂是投資家華倫·巴菲特最喜歡的飲料。

## 歷史
早在 1985 年正式在商店推出之前，許多食客、藥妝店冷飲櫃和電影院就透過在可口可樂中添加櫻桃味糖漿來銷售非官方版本。
可口可樂公司首先開始在 1982 年田納西州諾克斯維爾世界博覽會的參觀者身上測試其官方櫻桃味可樂以及其他口味。經過各市場的進一步測試，櫻桃可樂隨後於1985年夏天進入美國主流生產。 櫻桃可樂是當時可口可樂的第三種變體——另外兩種是普通可口可樂和健怡可樂——第一種經調味的可樂。櫻桃可樂與新可樂（原可口可樂頗具爭議的重新配方）幾乎同時在全美國上市，並在新可樂於 1990 年代初廣泛（但不是完全）停產時獲得了顯著的市場份額。 2005年，該飲料更名為可口可樂櫻桃口味。
可口可樂公司推出了其他經調味的可樂品種，首先是 2002 年 5 月的香草味可口可樂，隨後又推出了酸橙、覆盆子、檸檬、黑櫻桃香草和橙子口味。其中許多口味目前僅在海外市場銷售和/或透過微量分配於可口可樂的 Freestyle 自動販賣機販售。